# Alan Faena
Alan Roger Faena (Buenos Aires, 28 de noviembre de 1963)  es un diseñador de moda y emprendedor inmobiliario argentino que ha desarrollado propiedades en su ciudad natal, Buenos Aires, así como en Miami Beach.
Faena es fundador y presidente de Faena Group. Es miembro del Comité Internacional de la Tate y del Consejo de Nuevos Líderes de Museos. Anteriormente, fundó Via Vai en 1985, una marca de moda argentina, y trabajó como diseñador de moda.

## Primeros años
Nació en Buenos Aires en 1963 en una familia de inmigrantes sirios, su padre era fabricante de materia textil.

## Biografía

### Carrera
En 1985, Faena siguió los pasos de sus padres en la industria textil y fundó la marca de moda Via Vai a los 19 años. Lanzó la marca con 50 camisetas de colores que él mismo financió. La marca se expandió para incluir colecciones de ready-to-wear y una línea denim. Faena vendió el emprendimiento en 1996.

### Buenos Aires
Faena fue diseñador de moda durante más de diez años antes de comenzar una carrera de emprendimientos inmobiliarios en el año 2000. Se asoció con Len Blavatnik, Philippe Starck y Foster + Partners para reurbanizar los muelles abandonados en el barrio de Puerto Madero de Buenos Aires. El condominio residencial en remodelación de Foster + Partners fue su primer proyecto en Sudamérica. El Hotel Faena, diseñado por Starck, fue inaugurado en 2004.
El Distrito Faena, cuyo desarrollo se estima en 200 millones de dólares, es el área inmobiliaria más valiosa de Buenos Aires. El Centro de Artes Faena, un antiguo molino de harina situado en el centro del distrito, abrió sus puertas en septiembre de 2011 y exhibe el trabajo de artistas locales e internacionales.
En noviembre de 2011, el artista alemán Franz Ackermann exhibió los resultados de sus viajes por Buenos Aires con el mural más grande de su carrera en el centro. El dúo cubano Los Carpinteros estrenó su primera exposición individual en Buenos Aires en el centro de artes en mayo de 2012.

### Miami Beach
Faena expandió su marca hacia Miami Beach con un proyecto de mil millones de dólares para desarrollar una propiedad de seis manzanas frente al mar La construcción del Distrito Faena de Miami Beach comenzó en 2013.
El proyecto incluye la restauración del hotel Saxony de 1948 y un centro de arte, Faena Forum, del arquitecto Rem Koolhaas y OMA, además de residencias proyectadas por Foster + Partners.
Baz Luhrmann y Catherine Martin también participan en el proyecto como diseñadores del interiorismo del Faena Hotel Miami Beach.
El distrito será diseñado por el estudio Raymond Jungles, con sede en Miami. La Casa Faena es una unidad residencial de 18 pisos, será el primer edificio del proyecto en terminar de construirse.

### Paradise Papers
El 5 de noviembre de 2017, los Paradise Papers, un conjunto de documentos electrónicos confidenciales relacionados con inversiones offshore, revelaron que Faena era director y CEO de media docena de compañías offshore en las Islas Caimán y las Islas Vírgenes Británicas. Faena también aparece con cuentas bancarias en Luxemburgo y la Isla de Man, vinculadas a diferentes hoteles y proyectos inmobiliarios de Puerto Madero.

## Vida personal
Faena estuvo casado con Ximena Caminos con la que tuvo un hijo. Se separaron en 2009. Luego, Alan se casó con Grace Goldsmith el 4 de marzo de 2023. Alan Faena irrumpió en la fiesta de cumpleaños de la madre de Grace Goldsmith en Saxony Bar en mayo de 2021, donde conoció a Grace.